# Ride, al ritme de les ones
Ride, al ritme de les ones és una pel·lícula dramàtica estatunidenca del 2014 escrita i dirigida per Helen Hunt. La pel·lícula és protagonitzada per la mateixa Hunt, Luke Wilson, Brenton Thwaites i Leonor Varela. Va tenir una estrena limitada als cinemes i es va estrenar sota demanda a partir de l'1 de maig de 2015 amb la distribució de Screen Media Films. S'ha doblat en català per TV3, que va emetre-la per primer cop el 20 d'agost de 2021.

## Premissa
Una mare viatja fins a Califòrnia per estar amb el seu fill després que ell hagi decidit abandonar l'escola i convertir-se en surfista.

## Repartiment
- Helen Hunt com a Jackie[1]
- Luke Wilson com a Ian[1]
- Brenton Thwaites com a Angelo[1]
- Leonor Varela com a Danielle[1]
- David Zayas com a Ramon[1]
- Richard Kind com a cap[1]
- Mike White com a Roger[1]
- Jay Huguley com a company de feina[1]
- Callum Keith Rennie com a Tim[1]
- Danielle Lauder com a Karen[1]